# Ostateczna potrzeba (prawo)
Ostateczna potrzeba – specyficzny kontratyp, występujący w wojskowym prawie karnym. Polega on na wyłączeniu ewentualnej przestępności czynu żołnierza, który stosuje środki niezbędne w celu wymuszenia posłuchu dla rozkazu, o ile:
- żołnierz był uprawniony do wydania rozkazu,
- rozkaz spotkał się z nieposłuszeństwem lub oporem, a posłuchu dla niego nie można osiągnąć w inny sposób,
- okoliczności wymagają natychmiastowego przeciwdziałania nieposłuszeństwu lub oporowi wobec rozkazu.

W razie przekroczenia granic ostatecznej potrzeby, sąd może zastosować wobec sprawcy nadzwyczajne złagodzenie kary.
Kontratyp ten uregulowany został w art. 319 k.k.